# Diliana Gueorguieva
Diliana Gueorguieva (en búlgaro, Диляна Георгиева) es una ex gimnasta búlgara nacida en Pazardzhik el 18 de febrero de 1965. 

## Trayectoria
Se formó en el club Levski. Fue una de las dominadoras de la gimnasia rítmica mundial a mediados de la década de los años 80. Su integración en la élite se produjo inicialmente como parte del conjunto búlgaro, con el que consiguió la medalla de oro en el campeonato del mundo de 1981 de Múnich. Posteriormente, dejó de ser parte del conjunto para pasar a la categoría individual.
En 1983, en el campeonato del mundo de Estrasburgo, fue medalla de oro en el concurso completo, de oro en las finales de mazas y cinta, de bronce en pelota y obtuvo el sexto lugar en aro. Uno de sus ejercicios más destacados por su nivel de dificultad fue el de mazas que realizaba a un ritmo frenético.
No participó en los Juegos Olímpicos de Los Ángeles 1984 debido al boicot protagonizado por varios países entre los que se encontraba Bulgaria, pero sí estuvo en los juegos alternativos organizados por estos mismos países llamados Juegos de la Amistad, donde fue la gran triunfadora al obtener cuatro medallas de oro, en el concurso general y en las finales de mazas, pelota y aro, además de una de bronce en cinta. 
Ese mismo año, en el campeonato de Europa celebrado en Viena obtuvo la medalla de bronce en el concurso completo individual y dos medallas de bronce en cinta y mazas.
En el campeonato del mundo de Valladolid de 1985 obtuvo otras cuatro medallas de oro: en el concurso completo y en las finales de cuerda, pelota y mazas, además de la medalla de bronce en cinta.
Se retiró de la competición en 1985. Se casó con el campeón de pentatlón Vladimir Klintcharov. Posteriormente se trasladaron a vivir a Nueva Zelanda, donde Diliana estuvo entrenando al equipo nacional de gimnasia rítmica.